# Teresa Lozano e Isasi
María Teresa Lozano de Peralta Maldonado de Mendoza e Isasi o Teresa Lozano de Ayala  (14 de octubre de 1780, Santa Fe De Bogotá, Virreinato de la Nueva Granada) fue una noble dama neogranadina. Esposa de uno de los primeros jefes de Estado de Colombia Luis de Ayala y Vergara.
Hija de José María Lozano de Peralta y González Manrique, segundo marqués de San Jorge de Bogotá y de Rafaela Quijano Isasi. Hermana de Tadea Lozano e Isasi tercera Marquesa de San Jorge de Bogotá, heredera del marquesado creado por su abuelo Jorge Miguel Lozano de Peralta y heredado por su padre. Madre del diplomático Colombiano Rafael de Ayala y Lozano.